# 宮地茂助
宮地 茂助（みやじ もすけ、1850年9月30日〈嘉永3年8月25日〉 - 1913年〈大正2年〉3月14日）は、明治時代の名古屋市に店を構えた鼻緒商である。屋号は「白茂」。家業の傍ら名古屋市会議員を1期務めたほか複数の会社役員も兼ねた。

## 経歴
宮地茂助は、嘉永3年8月25日（新暦：1850年9月30日）、尾張国名古屋の履物商宮地茂兵衛の長男として生まれた。父・茂兵衛は三河国幡豆郡平坂村（現・愛知県西尾市）の出身で、天保14年（1843年）より名古屋で履物商を開き、尾張藩の御用達として成功を収め士分に準ずる扱いを得ていた。宮地は幼少期から父の店を手伝い、17歳のときには京都から鼻緒を仕入れて販売し好評を博した。その後は生地産地の桐生・足利との間を往来して鼻緒生産に取り組み、名古屋が鼻緒生産で栄える素地を築いた。1881年（明治14年）9月に父の死に伴い家を継ぐ。屋号は「白茂」で、店は名古屋市伝馬町に構えた。相続後も国外から輸入した生地で鼻緒を生産するなど事業を拡げ、その製品は第5回内国勧業博覧会（1903年・大阪）や第10回関西府県連合共進会（1910年・名古屋）で表彰された。
1889年（明治22年）10月、市制施行に伴う第1回名古屋市会議員選挙で当選し、最初の名古屋市会議員の一人となった。当選回数は1回のみで、在任期間は1895年（明治28年）10月までの6年間である。在任中の1893年（明治26年）1月、名古屋の電力会社名古屋電灯（後の東邦電力）で取締役に就任し、同年8月には株式会社への改組に伴い名古屋米穀取引所の監査役に就任した。名古屋電灯取締役在任は1907年（明治40年）1月までで、この間1898年（明治31年）1月から同年12月にかけて小塚逸夫の後任として取締役会長の座にあった。一方、名古屋米穀取引所では1900年（明治33年）から1903年（明治36年）にかけて理事を務めたのち監査役に戻り、1907年まで在任。その後1910年（明治43年）7月理事に再任された。
実業界では他に1898年1月「御園座」運営会社の名古屋劇場でも取締役に選出された。同社では初代社長兼専務の長谷川太兵衛が1906年（明治39年）6月に死去した後、翌年3月に磯貝浩・佐治儀助が社長および専務に就任するまでの間、暫定的に社長兼専務の職務を代行した。1910年（明治43年）8月取締役を辞任したが、1912年（明治45年）1月監査役として同社に復帰している。
1913年（大正2年）3月14日に死去した。62歳没。名古屋劇場監査役在任中であった。死後は長男の茂兵衛（1890年生）が家を継ぎ、引き続き鼻緒商を営んだ。